# Chipilo
Chipilo (in cipilegno, Cipìlo) è una città del Messico, nello Stato di Puebla.
Chipilo è una comunità di discendenti di coloni veneti (più precisamente di Segusino), emigrati in Messico verso la fine del XIX secolo come parte del progetto di colonizzazione promosso dal porfiriato e con cui si sono fondate sei colonie di agricoltori europei. Chipilo è l'unica che ha conservato elementi culturali etnici, tra cui la sua ormai celebre varietà della lingua veneta, nota come dialetto cipilegno. Nei primi anni si chiamò Colonia Fernández Leal.

## Numero di fondatori e origini
Secondo lo scrittore e linguista cipilegno Eduardo Montagner Anguiano, che ha fatto un'analisi delle cosiddette listas de colonos che il governo messicano ha scritto nel 1882, 1883, 1885 e 1888, e che ha studiato la genealogia dei fondatori della comunità, nel primo insediamento, datato il 5 dicembre 1882, c'erano 573 persone (534 italiani e 39 messicani), di cui:
- 457 veneti (79.76%) con maggioranza di coloni trevigiani di 8 comuni, bellunesi di 4 comuni e veneziani di 1 comune. Cioè, 448 veneti trevigiani e bellunesi (299 trevigiani - 66.74% - e 149 bellunesi - 33.26%). Questi provenivano di Segusino (146 persone: 27.34%); Quero (105 persone: 19.66%); Valdobbiadene (54 persone: 10.11%); San Pietro di Barbozza (35 persone: 6.55%), che ancora era comune autonomo e oggi è frazione di Valdobbiadene; Volpago (31 persone: 5.81%); Feltre (17 persone: 3.18%); Vas (16 persone: 3.00%) che, come San Pietro di Barbozza, nel 1882 era comune anche se oggi è diventato frazione di Quero; Miane (13 persone: 2.43%); Maser (12 persone: 2.25%); Alano di Piave (11 persone: 2.06%); Cornuda (4 persone: 0.75%); Pederobba (4 persone: 0.75%). I veneziani erano di Santa Maria di Sala (9 persone: 1.69%).
- Lombardia (55 persone: 10.30%), quasi tutti di Marnate, Legnano e Arconate, anche se ci sono rimasti soltanto una famiglia Colombo e uno scapolo Lavazza.
- Trento (12 persone: 2.25%), andati via tutti per la lista del 1883.
- Friuli (Barcis, 4 persone: 0.75%).
- Campania (Avellino, Luogosano, 3 persone : 0.56%).
- Genova (2 persone: 0.37%).
- Livorno (1 uomo scapolo di cognome Capaccioli: 0.19%).

Mesi dopo, nella lista del 1 giugno 1883, se ne erano andati via 231 italiani e restavano soltanto 303 colonos. Secondo Montagner, è questo il numero di fondatori reali per quanto riguarda l'aspetto sociolinguistico e culturale della comunità. A partire da qui, Chipilo si 'venetizza' e comincia il fenomeno di koinè con cui si definirà la varietà veneto-cipilegna. I trentini, i friulani e la maggioranza dei lombardi se ne sono andati via, così come anche i veneti di Santa Maria di Sala: la comunità è, da qui in avanti, quasi del tutto trevigiano-bellunese. Nel 1883 ci sono 292 veneti e soltanto 11 persone di altre regioni italiane (5 lombardi, 3 persone di Luogosano, 2 di Genova che dopo sposati se ne andranno via e quello scapolo di Livorno che sposerà una queresa e farà una famiglia che si estinguerà nel 1909).
Quindi, nel 1883 a Chipilo la situazione demografica e sociolinguistica era:
- Segusino (110 persone: 36.30%).
- Quero (73 persone: 24.09%).
- Valdobbiadene (24 persone: 7.92%).
- Feltre (15 persone: 4.95%).
- San Pietro di Barbozza (12 persone: 3.96%).
- Miane (12 persone: 3.96%).
- Maser (12 persone: 3.96%).
- Vas (10 persone: 3.30%).
- Volpago (8 persone: 2.64%).
- Alano di Piave (8 persone: 2.64%).
- Marnate (5 persone: 1.65%).
- Cornuda (4 persone: 1.32%).
- Pederobba (4 persone: 1.32%).
- Luogosano (3 persone: 0.99%).
- Genova (2 persone: 0.66%).
- Livorno (1 uomo: 0.33%).

Per gli anni 1885 e 1888, il panorama non cambia molto: nel 1885 ci sono a Chipilo soltanto 315 persone; nel 1888, ci sono 333 persone. Si tratta, come si può capire per la lingua e la cultura tramandate di generazione in generazione oralmente, di un numero di parlanti veramente scarso. L'unico motivo per la conservazione di questo patrimonio con ormai 140 anni di vita è stato che i fondatori della comunità hanno trovato la forza per resistere come gruppo negli elementi di quella identità, cultura, lingua, tradizioni e lavori che condividevano prima di emigrare e che hanno dovuto prendere come meccanismo di sopravvivenza (quello che Montagner, basandosi su Peter Sloterdijk, chiama l'uterotopo e il fonotopo): un fenomeno che non è stato possibile oppure necessario nelle altre cinque colonie fondate tra 1881 e 1882 nel Messico.
Per quanto riguarda la versione dei fondatori segusinesi come trappianto fatto quasi apposta perché loro fossero i conservatori di una lingua e delle radici con il comune natio e così finire nel celebrato gemellaggio accaduto nel 1982,  è chiaro che, anche se i segusinesi sono stati i fondatori più numerosi di un solo comune, sarebbe un grosso sbaglio credere a questa versione più politico-turistica e non capire la evidenza storica della vera maggioranza etnico-linguistica: quella di trevigiani e bellunesi di comuni molto vicini in una realtà messicana di integrazione ma non di assimilazione. Per gli anni 1883 e 1888, i segusinesi fluttuano tra 34.53% e 36.30%. Cioè, non sono neanche la metà in quella dinamica sociolinguistica messa in gioco.
La evidenza genealogica dei cipilegni di oggi è, per lo più, una mescolanza si direbbe inevitabile di sangue segusinese e querese (i due comuni di origine più numerosi) con qualche altro o altri elementi dei comuni meno rappresentati in quantità. Molto simile a questo sarà stata la dinamica della formazione della lingua attuale dei cipilegni: appunto, una realtà molto simile a quella che si può trovare nelle genealogie, lingua e cultura dei attuali residenti nei comuni di origine dei cipilegni. Per fare due esempi, lo storico cipilegno José Agustín Zago Bronca (1935-2021) proveniva per via paterna di uno Zago di Segusino sposato con una Todoverto di San Vito di Valdobbiadene, il cui figlio sposò una Mazzocco di Quero; per via materna invece, proveniva di un Bronca di Valdobbiadene sposato in Italia con una Benato di Segusino, il cui figlio sposò una Specia Comiran di origini queresi e, per il Comiran, di Seren del Grappa. Lo stesso Montagner, veneto soltanto per via paterna e nato nel 1975, ha nella sua genealogia quattro comuni veneti: Segusino (Montagner), Maser (Precoma), Quero (Roman) e Feltre (Bortolot).
Negli anni successivi, non si hanno più le liste dei coloni, ma due censimenti: uno del 1895 e l'ultimo del 1900, e la situazione demografica non era ancora cambiata moltissimo: nel 1895 c'erano a Chipilo 447 persone, tra cui 438 di origine italiana: appaiono finalmente i piemontesi che hanno avuto numerosa discendenza: Galeazzi, Dossetti e Orlansino e si aggiungono tre famiglie venete: due di Alano di Piave e una di San Pietro di Barbozza. Per l'anno 1900, c'erano a Chipilo 494 persone, di cui 487 di origine italiana.
Cioè, nel periodo di 20 anni (dal 1899, Chipilo non era più colonia di stranieri ma un nuovo paese o pueblo messicano), la lingua e cultura che caratterizzano la comunità ancor oggi sono state portate avanti per meno di 500 persone.

## Storia
A Chipilo sono arrivati 500 coloni italiani nel 1882. Per 20 anni sono rimasti tutelati, almeno ufficialmente, dal governo messicano che voleva risolvere "il problema indigeno" colonizzando con contadini bianchi, europei.
Ancor oggi si continua a parlare il veneto portato dagli avi (una varietà linguistica nota come chipileño), come anche alcune tradizioni (al rigoleto, al bon di bond'an, al curarece, le pierine, ecc). La popolazione cipilegna è attualmente costituita da circa 4.000 individui, e la maggioranza sono discendenti degli Italiani emigrati a fine Ottocento
Gli abitanti di Chipilo si sono dedicati per molti anni all'allevamento di bestiame e ai lavori rurali, ma in questi ultimi tempi hanno cominciato anche a fare lavori di falegnameria, industria che recentemente è entrata in crisi.

### La battaglia di Chipilo
Chipilo è un caso unico nell'emigrazione messicana poiché mantiene ancora oggi una numerosa comunità (circa i 2/3 del totale cittadino di 4.000 abitanti) che parla il veneto in famiglia.
Gli Italiani di Chipilo in passato si sono caratterizzati per un notevole attaccamento al Veneto, al punto di arrivare a chiamare "Monte Grappa" la collina sovrastante la cittadina.
La scelta di questo nome deriva dalla battaglia del 25 gennaio 1917 in cui un centinaio di abitanti di Chipilo tenne testa a circa 4.000 rivoluzionari di Emiliano Zapata, trincerandosi nella collina che per l'occasione venne battezzata "Monte Grappa". Il presidente del Messico Carranza nominò "generale" Giacopo Berra, il capo degli italiani di Chipilo, che per questo successo venne successivamente celebrato anche dalla stampa del Regno d'Italia e dal fascismo.

## Economia
L'economia di Chipilo risente dell'influenza della cultura italiana: si producono prodotti lattiero-caseari e vi è anche una fiorente industria del mobile.
Gli abitanti sono rinomati per la loro grande maestria nei mobili, con influenze stilistiche venete.

## Amministrazione

### Gemellaggi
- Huatusco, dal 1986
- Segusino, dal 1982